# Couvent des Bénédictines de Châtillon-sur-Seine
Le couvent des Bénédictines à Châtillon-sur-Seine est un couvent du XVIIe siècle, aujourd’hui désaffecté, situé dans la commune française de Châtillon-sur-Seine en Côte-d'Or. En 1820, le bâtiment devient l’hôtel de ville de la commune et siège de la sous-préfecture. À la suite de la disparition de l’arrondissement de Châtillon-sur-Seine en 1926, il perd cette dernière fonction.

## Localisation
L’hôtel de ville et ancien couvent se trouve en centre-ville, place de la Résistance.

## Histoire
Entre 1112 et 1125 ou en 1129 un couvent de Bénédictines est fondé sous l'autorité de Moutiers-Saint-Jean entre les villages de Verdonnet et d’Asnières-en-Montagne au Puits d’Orbe.
En 1619 saint François de Sales fait transférer le couvent à Châtillon-sur-Seine, afin de rétablir la discipline dans la communauté. La réforme est adoptée en 1641 suivie de l’arrivée de religieuses de l'abbaye Notre-Dame du Val-de-Grâce deux ans plus tard. Après le passage de Louis XIV en 1650, de nouveaux bâtiments sont édifiés au cours du troisième quart du XVIIe siècle grâce à la générosité de la reine mère Anne d'Autriche,. D'après Bouchu les travaux étaient encore en cours en 1666 et ils ont été probablement arrêtés par le décès de la reine la même année. Les corps de bâtiment sud-ouest et sud-est qui devaient fermer la cour carrée n’ont ainsi jamais été construits.
A la Révolution, le couvent est vendu comme bien national le 12 messidor de l’an V à Étienne Ligerot. Le 13 mars 1820, le bâtiment est acheté par la municipalité et le département pour devenir l’hôtel de ville de la commune et siège de la sous-préfecture de l’arrondissement de Châtillon-sur-Seine.
Le bâtiment est transformé avec le percement de nouvelles fenêtres à l’identique dans les façades ouest et sud du corps de bâtiment nord. En 1826, dans le cadre de l’aménagement du nouveau quartier Marmont, la clôture et les dépendances de l’ancien couvent sont démolis. Cela permet de transformer l’étroite rue des Bénédictines en une large voie, l’actuelle rue du Président-Carnot, aboutissant à la place Marmont. Une galerie conduisant à une nouvelle porte d’entrée, encadrée de colonnes, est alors ajoutée à la façade de l’hôtel de ville donnant sur la rue.
À la suite de la disparition de l’arrondissement de Châtillon-sur-Seine en 1926, le bâtiment perd sa fonction de siège de la sous-préfecture mais conserve celle d’hôtel de ville.
L’édifice est partiellement inscrit aux Monuments historiques par arrêté du 9 août 1929.

## Liste des abbesses de Notre-Dame du Puits d'Orbe
- 1129-1136 : Agnès Ier
- 1136-1165 : Alète
- 1165-1223 : Eglantine
- 1223-12?? : Elisabeth
- 12??-1328 : Marguerite Ier
- 1328-1337 : Agnès II
- 1337-1349 : Isabelle Ier de Grignon
- 1349-1363 : Alix de La Grange
- 1363-1397 : Isabelle II de Grignon
- 1397-1444 : Jacquette de Rochefort
- 1444-1476 : Marguerite II de Juilly
- 1476-1483 : Guillemette de Servande
- 1483-1504 : Anne Ier de Mailly-Nesle
- 1504-1553 : Jeanne Ier de Savigny
- 1553-1583 : Françoise de Jaucourt
- 1583-1584 : Philiberte de Coligny-Châtillon
- 1584-1601 : Claude de Mandelot
- 1601-1657 : Rose Le Bourgeois de Crépy : transfert à Châtillon en 1619.
- 1657-1663 : Jeanne II Marguerite de Chauvigny de Saint-Agoulin
- 1663-1684 : Louise Legay de Sainte-Anne
- 1684-1695 : Nicole Philippe
- 1695-1710 : Marie Ier Anne-Angélique d’Estrades de Campagnac
- 1710-1715 : Gabrielle I de Boudernaut de L’Abadie
- 1715-1725 : Marguerite II de Riel
- 1725-1757 : Anne II Jeanne de Migieux de Sainte-Geneviève
- 1757-1773 : Gabrielle II de Langheac de Coligny
- 1773-1780 : Marie II Anne-Françoise de Tilly de Blaru
- 1780-1790 : Marie III de Mesmes d’Arvaux

## Architecture
L’édifice présente un plan en L à la suite de la non construction des deux ailes restantes devant former un bâtiment carré à cour intérieure.
Les façades et les toitures ainsi que les boiseries de la petite pièce à l’extrémité nord-ouest du premier étage sont inscrites aux Monuments historiques.

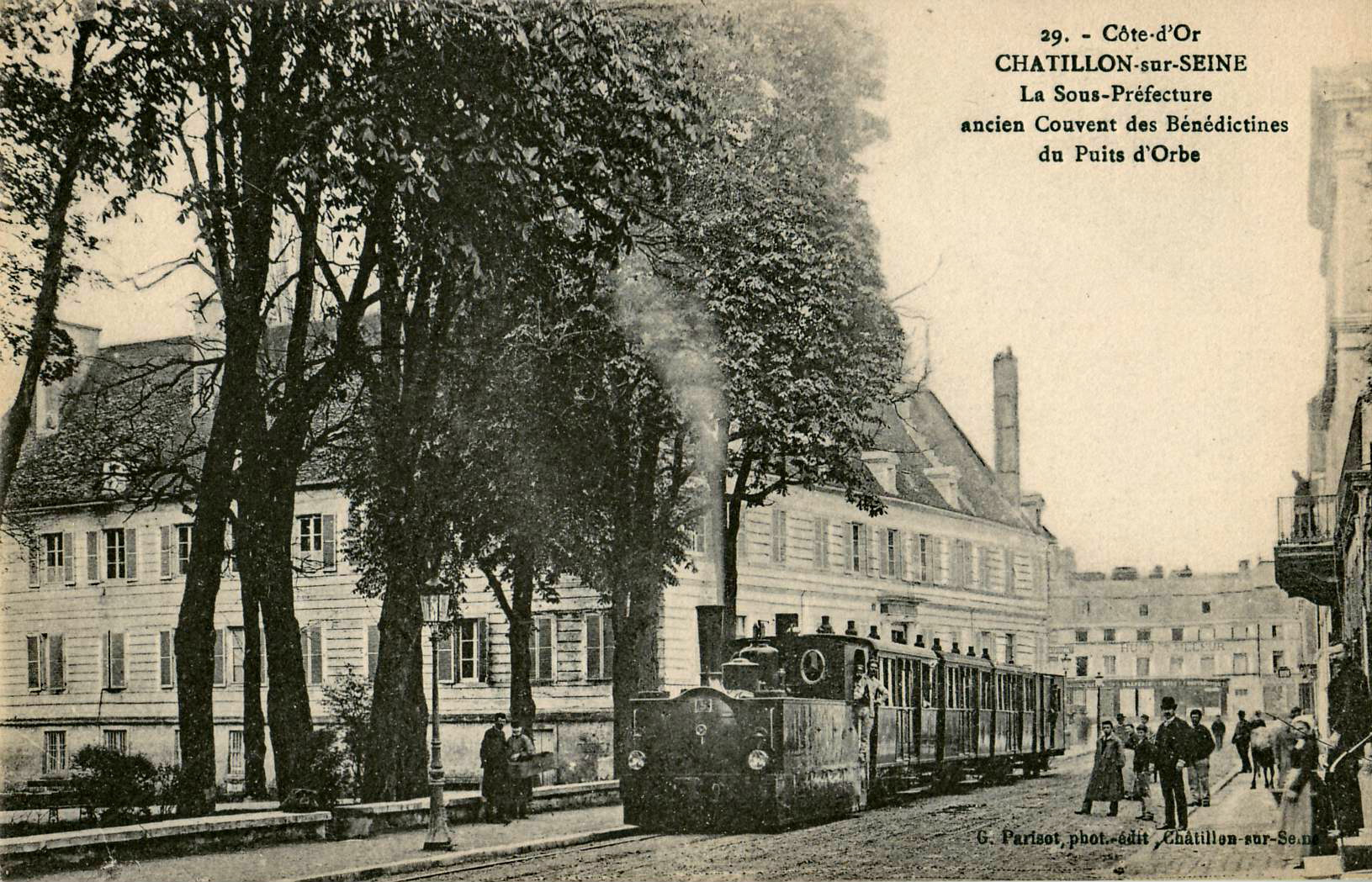
Le côté rue, photographie prise entre 1910 et 1914.
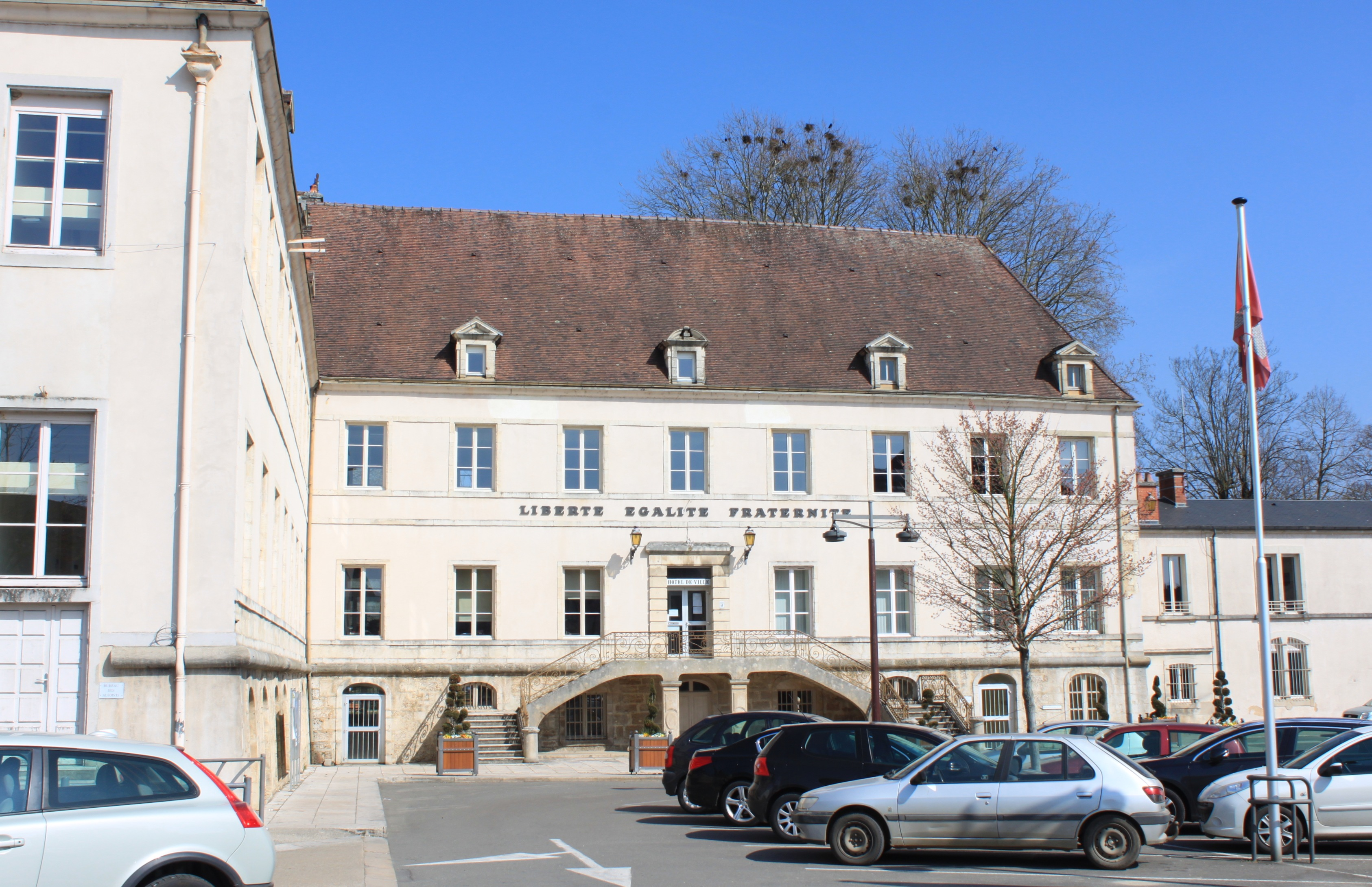
Le côté cour.

## Jardins de l’hôtel de ville
Dans les jardins de l’hôtel de ville se trouvent le menhir de Châtillon-sur-Seine, originaire de bois de Vaupinard à Montmoyen et  Classé MH (1923), et un kiosque à musique.

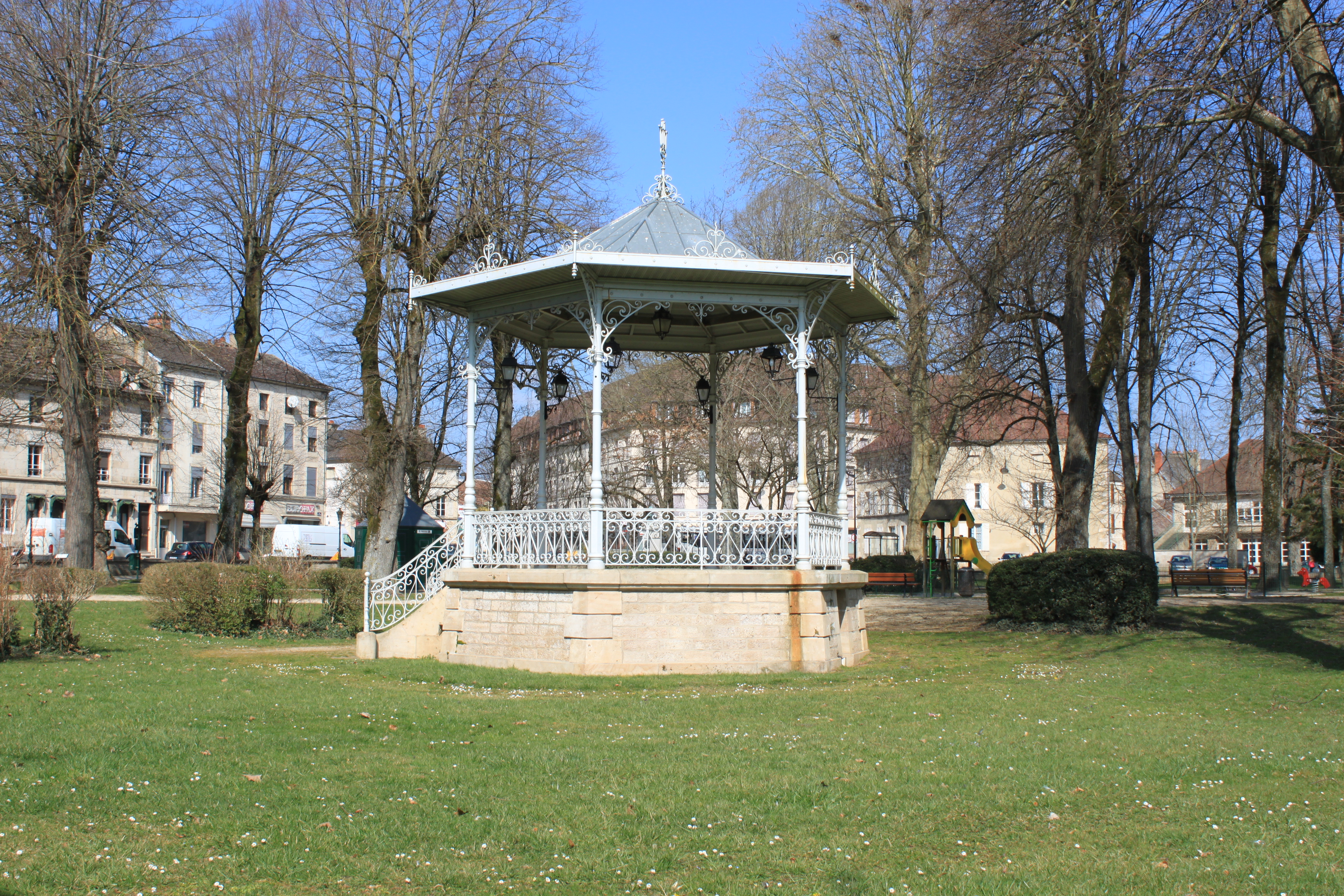
Le kiosque à musique.
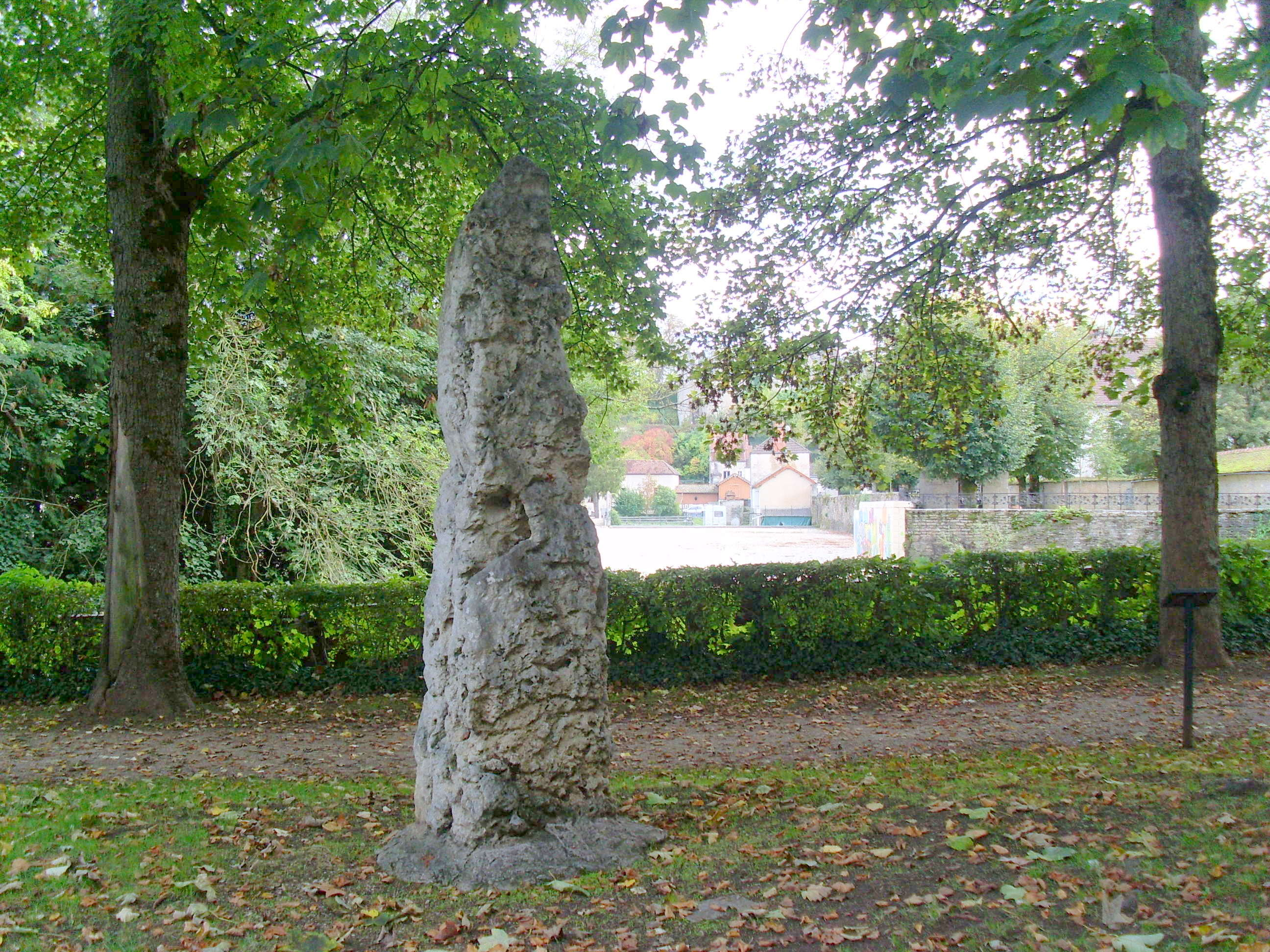
Le menhir.

## Annexe